# Serial digital interface
Serial Digital Interface, SDI – rodzina profesjonalnych interfejsów wideo, standaryzowanych przez SMPTE.

## Standardy
| Standard   | Nazwa            | Przepływność                                     | Przykładowe rozmiary wideo |
| ---------- | ---------------- | ------------------------------------------------ | -------------------------- |
| SMPTE 259M | SD-SDI           | 270 Mbit/s, 360 Mbit/s, 143 Mbit/s, i 177 Mbit/s | 480i, 576i                 |
| SMPTE 344M | ED-SDI           | 540 Mbit/s                                       | 480p, 576p                 |
| SMPTE 292M | HD-SDI           | 1,485 Gbit/s i 1,485/1,001 Gbit/s                | 720p, 1080i                |
| SMPTE 372M | Dual Link HD-SDI | 2,970 Gbit/s i 2,970/1,001 Gbit/s                | 1080p                      |
| SMPTE 424M | 3G-SDI           | 2,970 Gbit/s i 2,970/1,001 Gbit/s                | 1080p                      |
| ?          | 6G UHD-SDI       | 6 Gbit/s                                         | 4Kp30                      |
| ?          | 12G UHD-SDI      | 12 Gbit/s                                        | 4Kp60                      |